# Brassó Megyei Történeti Múzeum
A Brassó Megyei Történeti Múzeum (románul: Muzeul Județean de Istorie Brașov) egy helytörténeti múzeum, mely 1949. február 19-én nyílt meg. Több épületben vannak állandó és időszaki kiállításai, gyűjteménye 2016-ban 159 255 darabot számlált. Látogatói számát tekintve Brassó legnépszerűbb múzeuma.

## Története
Elődjei az 1908-ban alakult Barcasági Szász Múzeum és az ASTRA román kulturális egyesület 1937-ben megnyitott múzeuma voltak. Mindkettő kiterjedt és értékes gyűjteménnyel rendelkezett, ám a háború alatt egy részük elpusztult, a megmaradt darabokat pedig a hatalomra kerülő kommunisták elkobozták és államosították. Ezeket felhasználva alapították meg 1949-ben a Brassói Állami Múzeumot (Muzeul de Stat din Brașov) a régi városháza épületében.
1950-ben átnevezték Muzeul Regional al Regiunii Stalin, 1960-ban Muzeul Regional Brașov, 1968-ban Muzeul Județean Brașov, 1990-ben Muzeul de Istorie Brașov névre. Jelenlegi nevét 2015-től használja.
Az intézmény részlegeként 1950-ben megalakult a Szépművészeti Múzeum, 1967-ben a Néprajzi Múzeum, 1968-ban pedig a Casa Mureșenilor múzeum. Ezek később kiváltak, és ma önálló létesítményekként működnek.

## Leírása
A múzeum adminisztratív központja a Nicolae Bălcescu utca 67. szám alatt van. Kiállítások tekinthetőek meg a városházában, a Takácsok bástyájában, és a Graft-bástyában. A 2000-es évek elején a Fehér- és Fekete-toronyban is működtek időszakos kiállítások.
Tagja a Múzeumok Nemzetközi Tanácsának és együttműködik a Kulturális Útvonalak Európai Intézetével.

### Régi városháza
A régi brassói városháza (Casa Sfatului) a 15. századból származó műemlék épület, mely 1503-tól 1878-ig működött városházaként. Ezután levéltárként és raktárként használták, többször szóba került a lebontása. 1949-ben itt rendezték be a Brassói Állami Múzeumot, és jelenleg is a múzeum fő épületeként szolgál.
Az épületben két szinten, 600 m² területen tekinthető meg a Történelem, Kultúra, Civilizáció állandó kiállítás: régészeti leletek, közép- és modern kori darabok, céhekre és mindennapi életre jellemző tárgyak, fegyverek, népviselet, bútorok, okmányok és könyvek, képek és metszetek. További 100 m² területen időszaki kiállításokat rendeznek.

### Takácsok bástyája
A Takácsok bástyáját (Bastionul Țesătorilor) szintén a 15. században építették. A 18. századtól már nem töltött be védelmi szerepet. A 19. században több épületet emeltek a bástya belsejében, melyeket a takács céh használt. 1913-ban a Barcasági Szász Múzeum itt nyitotta meg egyik kiállítását, 1950-ben ezt átvette a Brassói Állami Múzeum.
A Takácsok bástyájában két teremben, összesen 120 m² területen tekinthető meg a Brassó vára és barcasági erődítmények állandó kiállítás: a város makettje, régi páncélok, pajzsok, fegyverek, régi képek és ábrázolások, a takács céh munkájához köthető tárgyak.

#### Brassó makettje
Az 1896-os millenniumi ünnepségek alkalmából több brassói művészt és mesterembert felkértek, hogy készítsenek művészeti alkotásokat, melyeket majd kiállítanak Budapesten. Friedrich Hermann szobrász és rajztanár gipszből elkészítette a 17. századi brassói városerőd 1:200-as méretarányú, 459 × 384 centiméter területű makettjét. Az 1896-os budapesti kiállítás után az 1900-as párizsi világkiállításon is bemutatták. 1908-ban a Barcasági Szász Múzeumban helyezték el, jelenleg a Takácsok bástyájában van. A nemzeti örökség részét képezi.
1968-ban kiegészítették a románok lakta Bolgárszeg 19. századi makettjével; egyesek szerint maga Ceaușescu adott erre utasítást, mivel kifogásolta, hogy a makett csak a szászok által lakott várat ábrázolta.

### Graft-bástya
A Graft-bástyában egy 70 m²-es teremben tekinthető meg a Brassói mesteremberek és várvédők állandó kiállítás.

## Képek

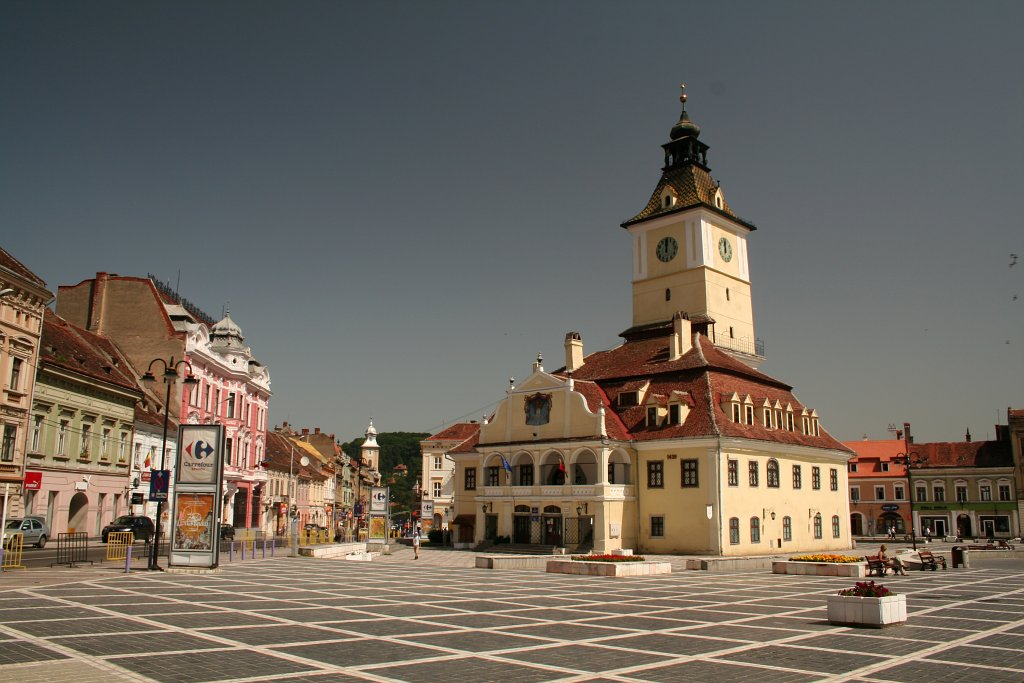
A régi városháza
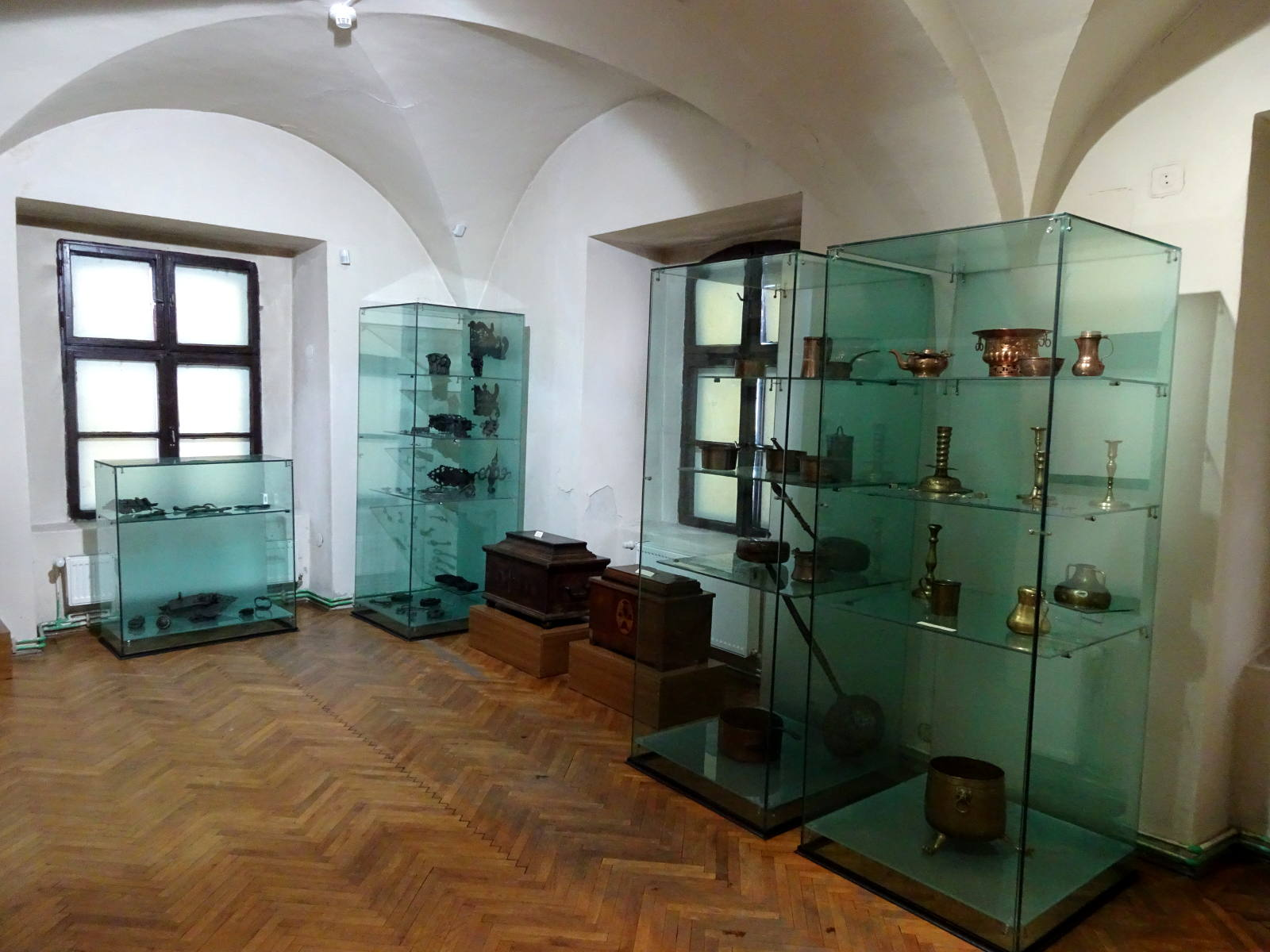
Céhek által készített tárgyak
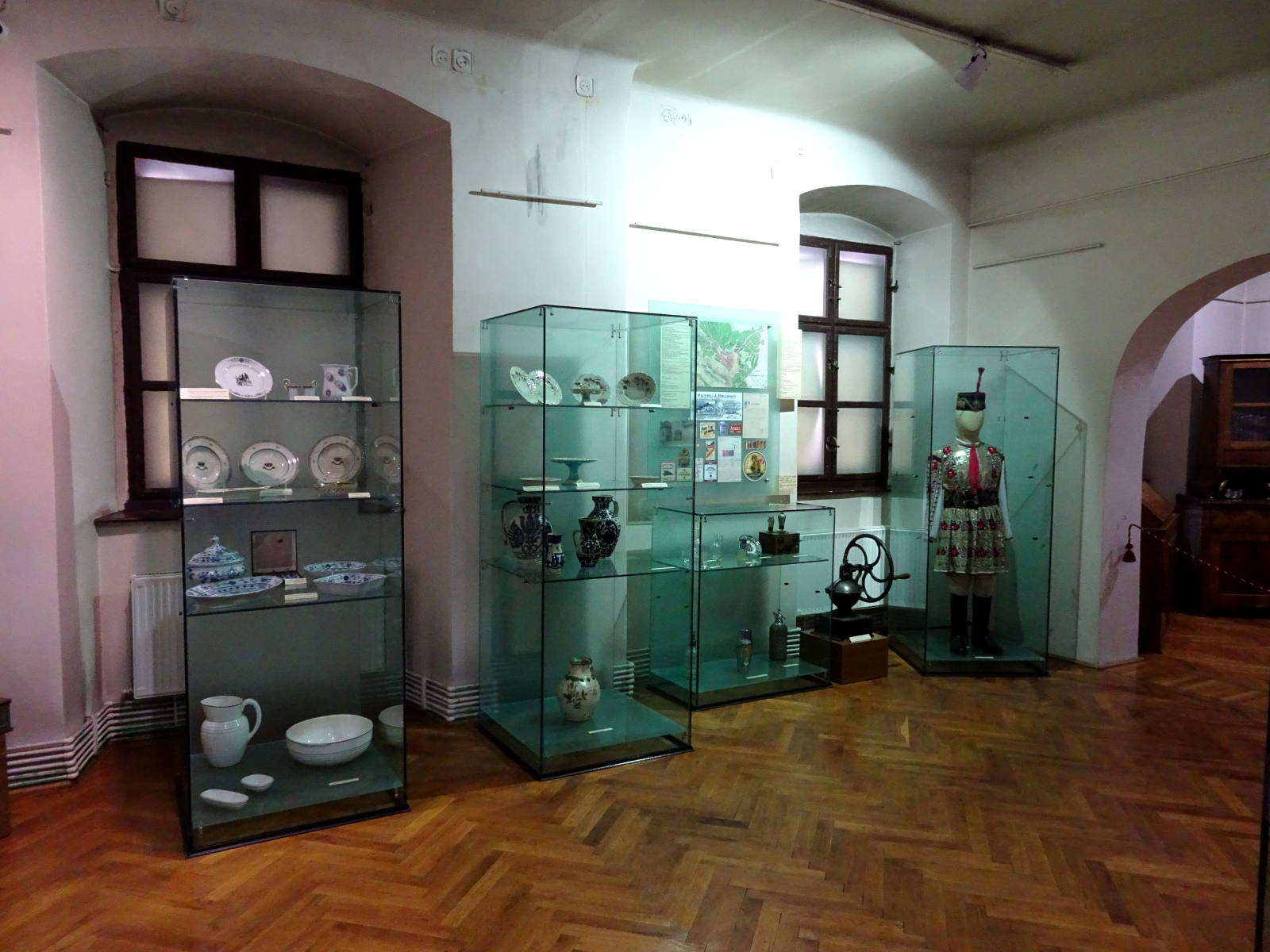
Népművészet
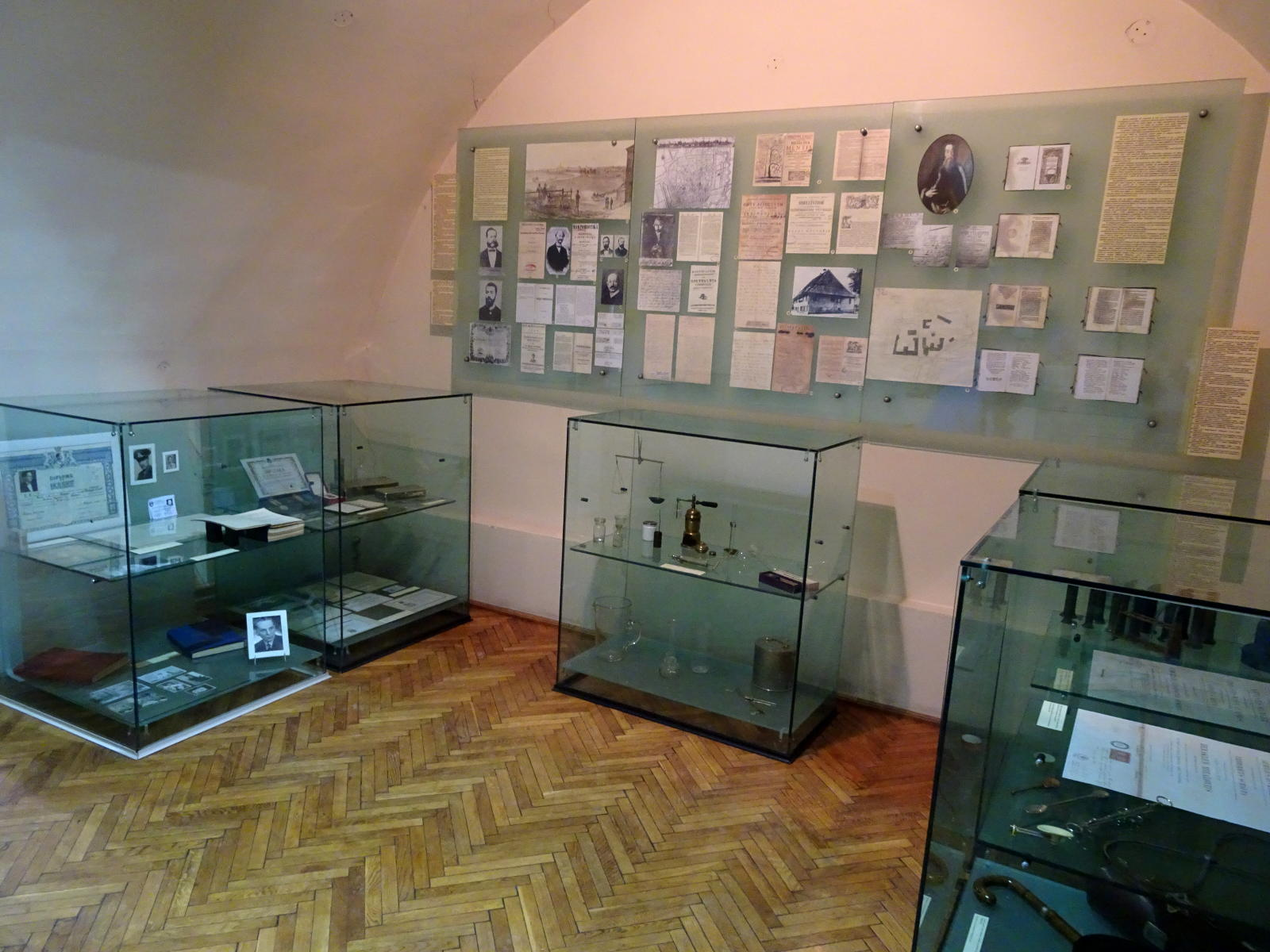
Dokumentumok
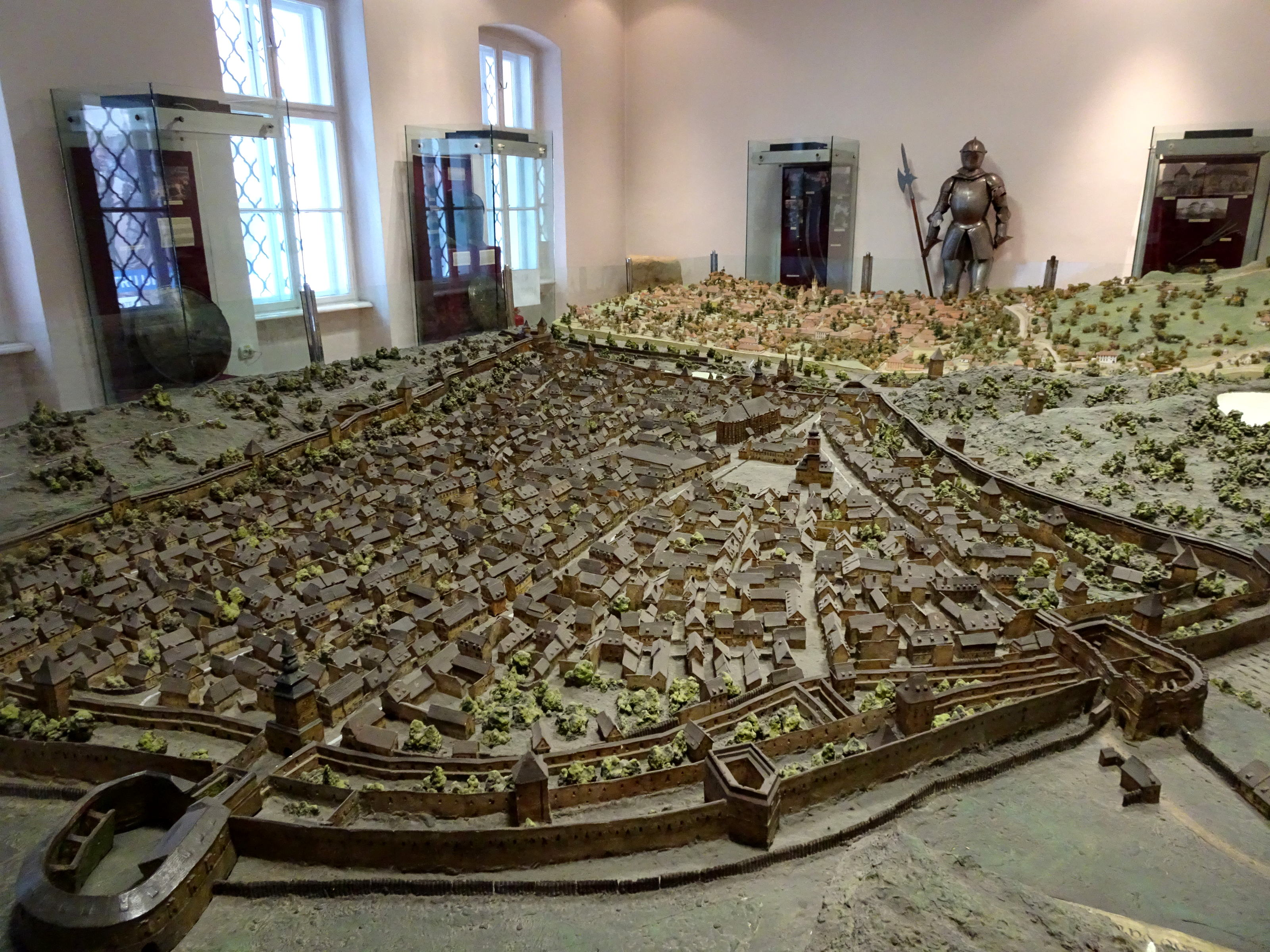
A város makettje